# الکس دیگلمان
الکس دیگلمان (آلمانی: Alex Diggelmann; ۲۰ اوت ۱۹۰۲ – ۲۱ نوامبر ۱۹۸۷) طراح گرافیک اهل سوئیس بود.
از افتخارات وی میتوان به کسب مدال طلا هنر گرافیک تجاری در بخش مسابقات هنری بازی‌های المپیک تابستانی ۱۹۳۶ و مدال نقره و برنز گرافیک در  بازی‌های المپیک تابستانی ۱۹۴۸ اشاره کرد.